# Maud (vaixell)
 Maud, homònim de la Reina Maud de Noruega, era un vaixell construït per Roald Amundsen per la seva segona expedició a l'Àrtic. Dissenyat pel seu viatge pretès a través del Passatge de Nord-est, el vaixell va ser construït en Asker, un suburbi de la capital, Oslo.
Maud va ser llançada a l'aigua en juny de 1916. Però va ser el 17 juny de 1917 a Vollen on es va fer la cerimònia de bateig i d'avarament per Amundsen aixafant un glaçó de gel contra el seu llaç:
| «                                       | No és la meva intenció deshonorar el raïm gloriós, però ja en aquest moment tens el gust del vostre entorn real. Per al gel has estat construït, i en el gel et quedaràs la major part de la teva vida, i en el gel hauràs de resoldre les teves tasques. Amb el permís de la nostra reina, et batejo Maud | » |
| — Roald Amundsen, norwegianamerican.com | |   |

## Carrera i destí
Va viure des del seu bateig, amb gel, i hi va romandre en el gel fins al 2016. Mentre que altres vaixells usats en les exploracions polars d'Admunsen, Gjøun i Fram, havien estat conservats al Museu Marítim noruec, la Maud va tenir un destí més abrupte. Després de navegar a través del Passatge del Nord-est, el qual no va anar com estava planejat i va agafar sis anys entre 1918 i 1924, va acabar en Nome (Alaska) com a destinació no planejada, i en agost de 1925 va ser venut en nom d'Amundsen pels creditors d'aquest en Seattle, Washington.
El comprador fou la Hudson's Bay Company, la qual va rebatejar la nau Baymaud. Va ser adquirida per ser utilitzada com a vaixell de subministrament per les oficines de l'empresa en el nord-oest del Canadà. Previ al seu viatge final la Baymaud va ser rehabilitada en Vancouver, Colúmbia britànica. (La feina va ser supervisada per Tom Hallidie, qui més tard va continuar dissenyant el vaixell de la RCMP St. Roch, basat en el Maud.) A l'hivern de 1926 va quedar-se atrapada en el gel a la Badia de Cambridge, on es va enfonsar el 1930. El naufragi estava emergit, just a l'entrada de l'antiga botiga de la companyia Hudson's Bay. Proper és el lloc de l'antiga torre Cambridge Bay de LORAN, construïda en 1947.
En 1990 el vaixell va ser venut per l'empresa de Badia de Hudson a Asker amb l'expectativa que fos retornada a la ciutat. Tot i que un permís d'Exportació de Propietat Cultural va ser emès, el preu demanat per reparar i moure el vaixell era de 230 milions de kroners (43,200,000 $) i el permís expirà.
En 2011 una empresa amb seu a Asker, Tandberg Eiendom AS, com a part del projecte Maud Returns Home anunciaven un pla per retornar la Maud a Noruega. Pretenien construir un museu en Vollen per albergar-la, a prop d'on va ser construïda i hi havia adquirit una plataforma remolcada per traslladar-lo. La preocupació respecte el pla va venir a la comunitat de Cambridge Bay, Parks Canada, el Govern de Nunavut, el Comitè de Patrimoni Polar Internacional, i algunes persones en la seva destinació pretesa. La negativa inicial d'un permís d'exportació nou del govern federal, a l'espera d'una manca d'un complet estudi arqueològic fou més tard revertida després d'una apel·lació, en març de 2012. L'operació rescat estava en marxa a l'estiu de 2015, amb un pla per retornar el buc a Noruega a l'estiu de 2016.

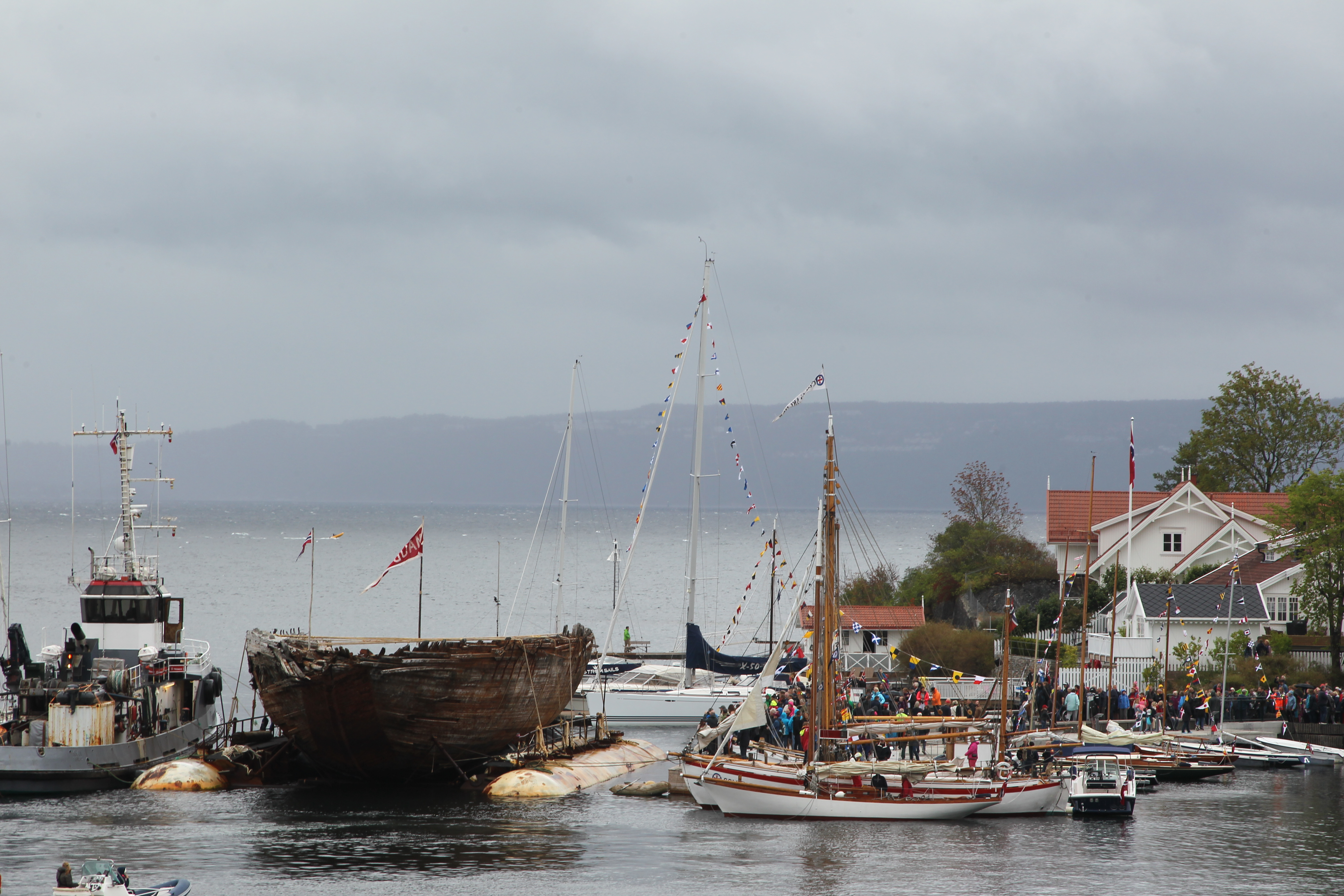
Maud a Vollen el 18 d'agost de 2018

El 31 de juliol de 2016 va ser informat que el buc del Maud hi havia estat aixecat a la superfície i col·locat en una barcassa com a preparació per navegar fins a Noruega. L'agost de 2017 el Maud va començar el viatge de tornada a Noruega; va ser remolcada a través del Passatge de Nord-oest. En setembre de 2017 va arribar a Groenlàndia per quedar-se per l'hivern. Maud va arribar a Bergen el 6 d'agost de 2018, finalment retornat a Noruega gairebé un segle després de la seva sortida amb Amundsen. Llavors fou remolcat al llarg de la costa noruega, i arribà a Vollen el 18 d'agost.

## Galeria

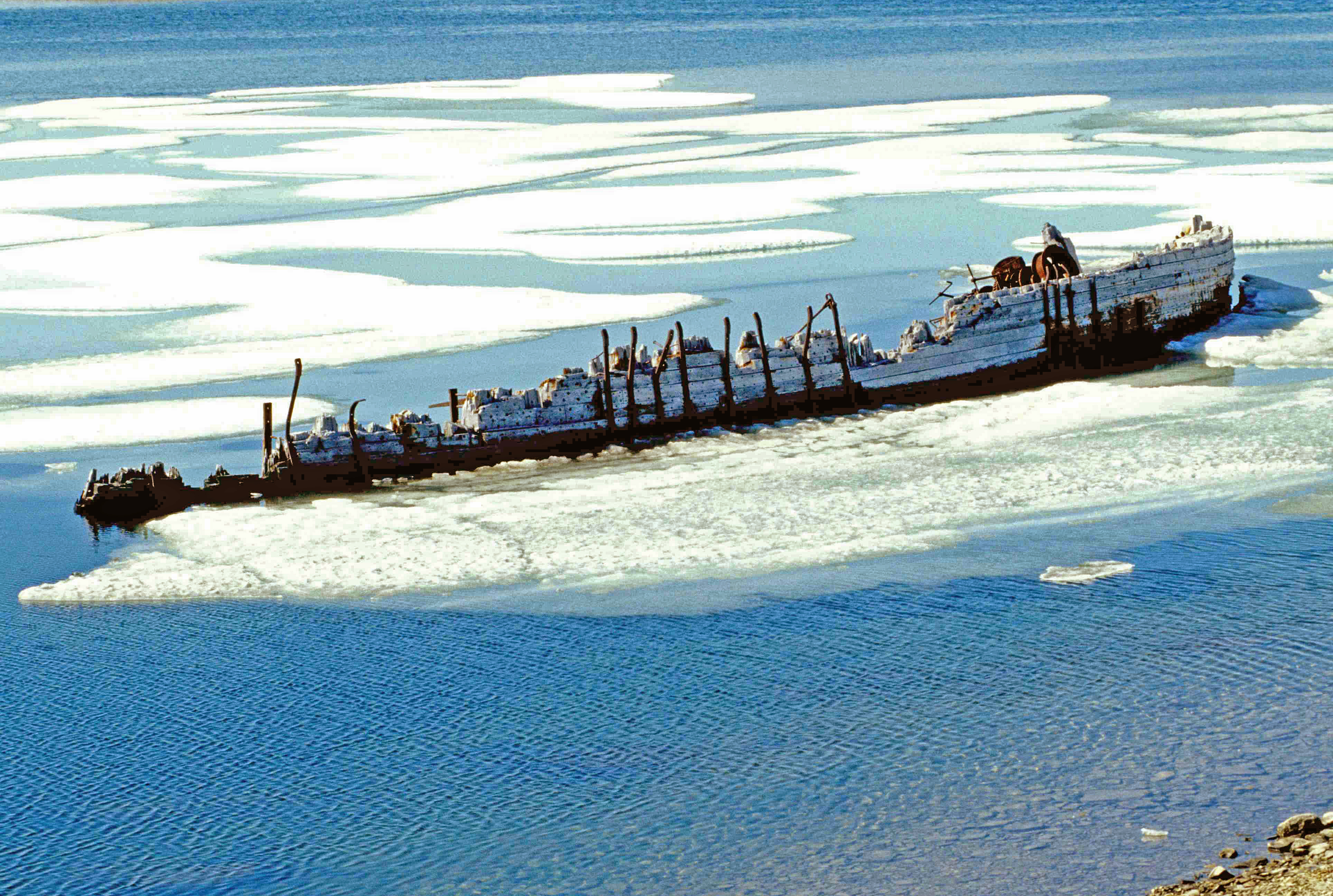
Restes de naufragi del Maud a prop de Cambridge Bay (illa Victòria) al nord del Canadà, el 1998.
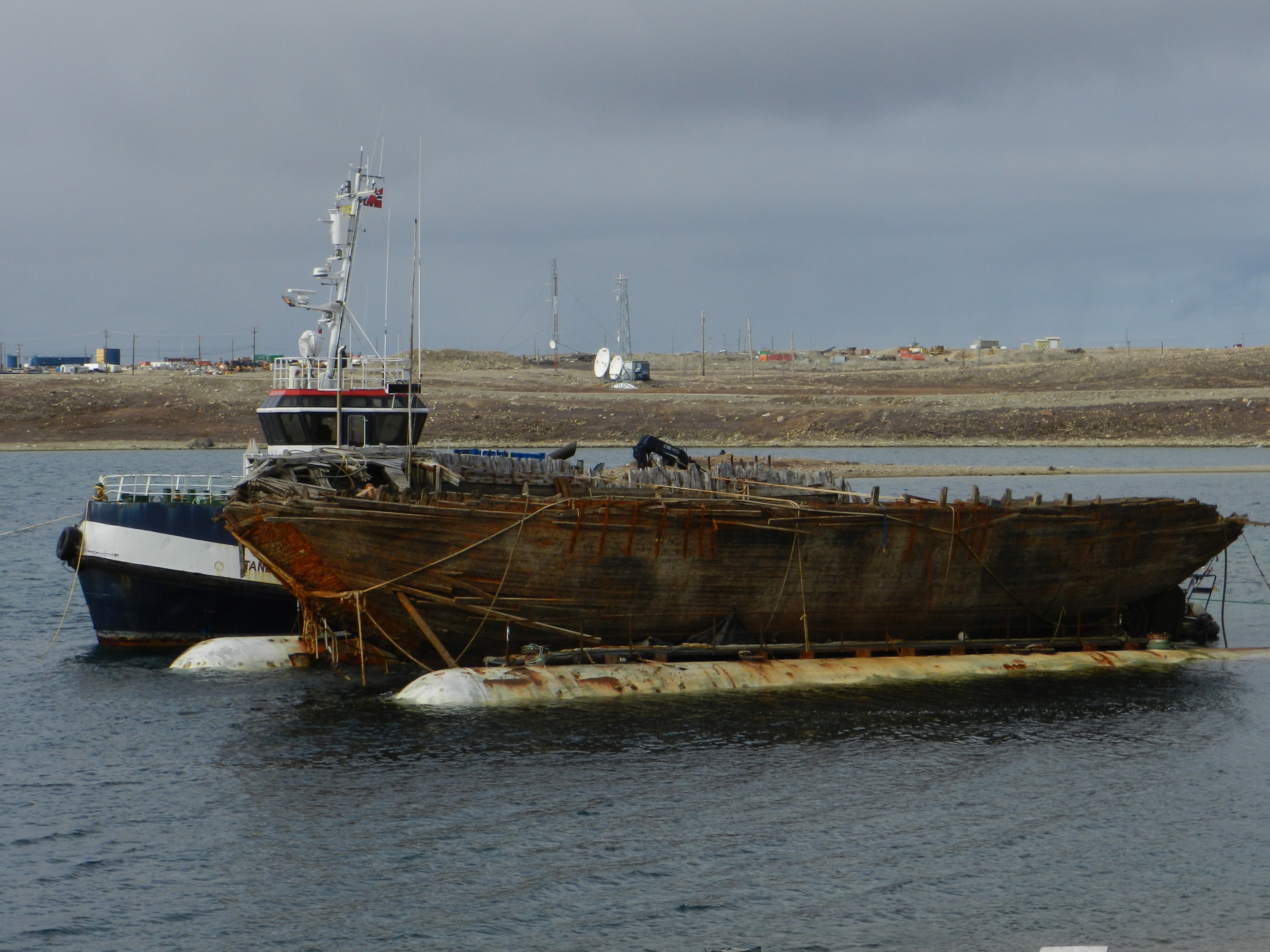
Maud flotant en superfície (2016).
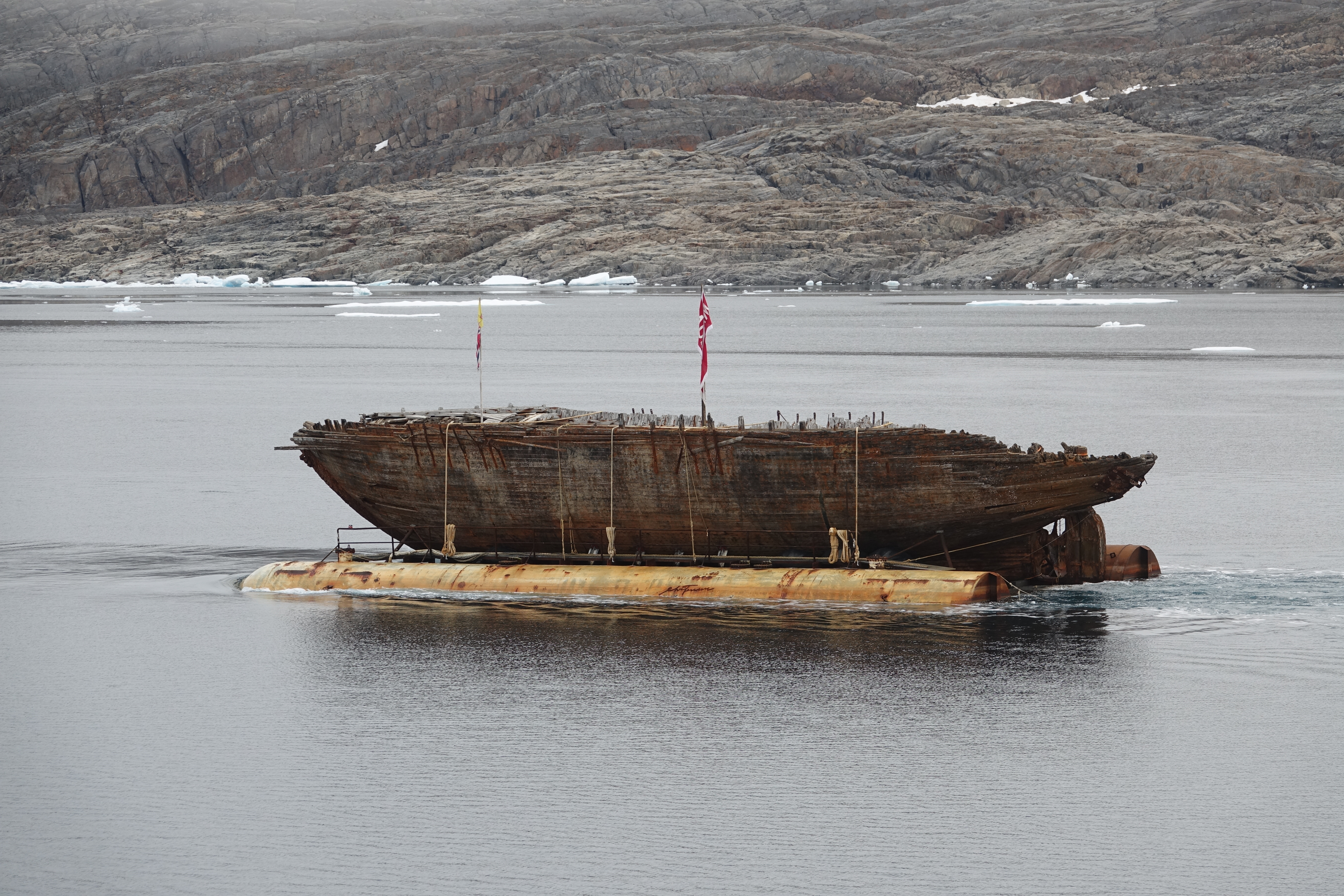
Maud remolcat a través de l'estret de Bellot cap a Groenlàndia a principis de setembre de 2017.
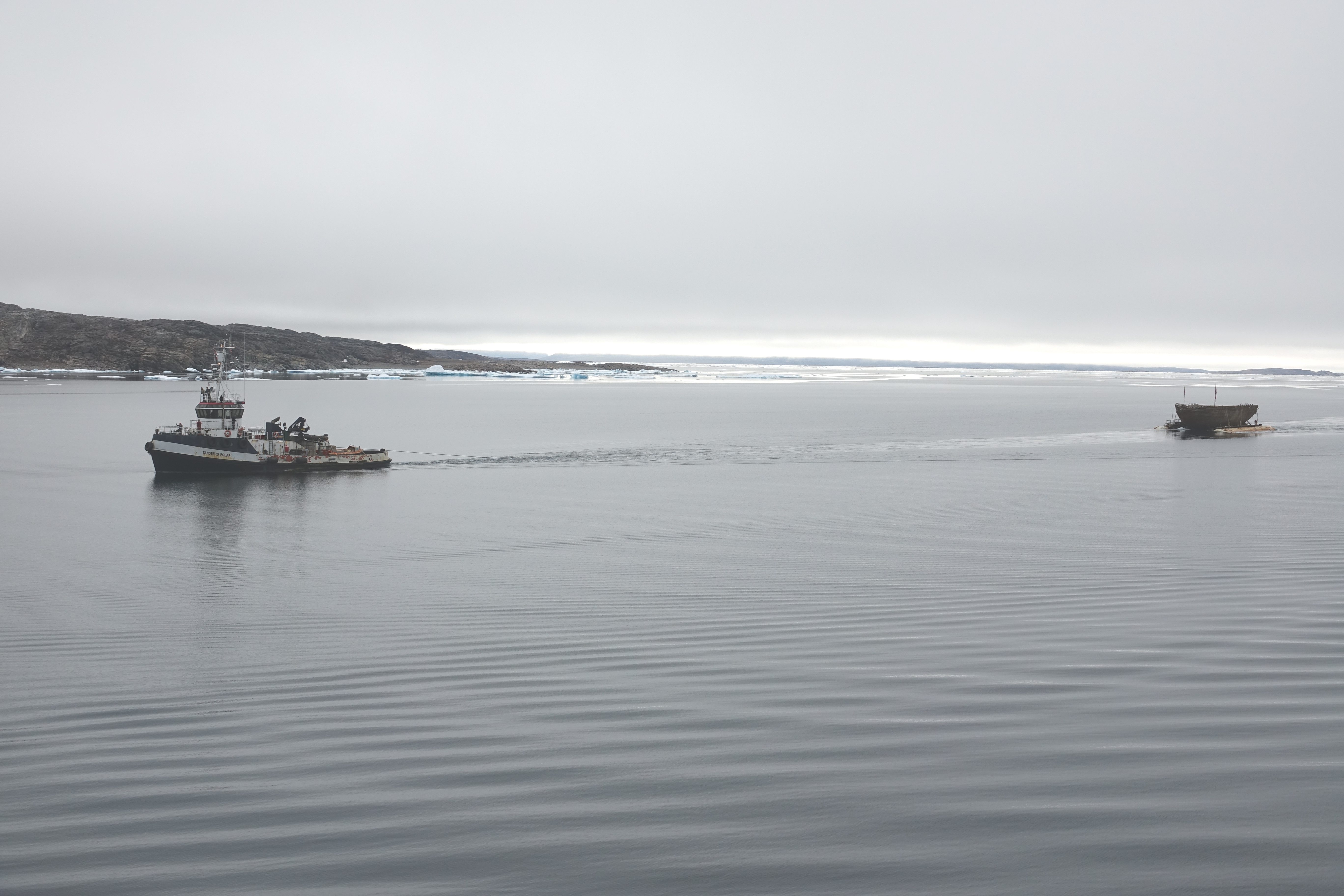
'Tandberg Polar' estirant del 'Maud' 'a través de l'estret de Bellot cap a Groenlàndia a principis de setembre de 2017.